# リチャード・ラウンドトゥリー
リチャード・ラウンドトゥリー（Richard Roundtree、1942年7月9日 - 2023年10月24日）は、アメリカ合衆国ニューヨーク州ニューロシェル出身の俳優。アフリカ系アメリカ人。ラウンドトリー、ラウンドツリーの表記もある。

## 略歴

### 俳優としての特徴
南イリノイ大学中退。ファッション誌「エボニー」のモデルを経て、舞台俳優として活躍。公演先のフィラデルフィアでゴードン・パークス監督に見出され、ブラック・ムービーの代表作ともいわれる映画『黒いジャガー』でデビュー。主役である黒人私立探偵ジョン・シャフト役を演じ、シリーズ3作目まで主演を務め、テレビ映画版にも主演した。1970年代のブラックスプロイテーション現象の重要な牽引役の一人となり、『大地震』（1975年）や『オフサイド7』（1979年）、統一教会製作の『仁川』（1981年/未ソフト化）等の大作にもメインに配役された。
1977年にはアフリカ人奴隷、クンタ・キンテの流転の人生を描いたテレビ・ミニ・シリーズ大作『ルーツ』にもO・J・シンプスンやマッジ・シンクレア、タルマス・ラスラーラ、ルイス・ゴセット・ジュニア、スキャットマン・クローザース、モーゼス・ガン等の数多くのアフリカ系俳優と共に出演した。
1980年代に入るとキャリアは低迷し、『マイアミ・コップ』（1988年）や『怒りの戦士/スーパー・コマンダー』（1988年）といった手抜き甚だしい低予算のイタリア映画にも主演として招かれたり、『マニアック・コップ（テレビ放映題/地獄のマッド・コップ）』（1988年/未/ビデオ/テレビ放映）等、低予算映画に出演したが、精彩を欠いた。以降はハリウッド・メジャー作品でも脇役ながらも往時の顔と実績で手堅さを見せた。2000年の『シャフト』では、主人公シャフト（サミュエル・L・ジャクソン）の伯父役で出演した。また、『ビバリーヒルズ高校白書』等々テレビ・シリーズのゲスト出演や低予算のアクション映画等の脇役等の地道な活動のお陰で、今日までの息の長い活動を維持している。そう言った意味では後述するフレッド・ウィリアムスン等とは異なり、自我を抑えた世渡り上手と言える。
2023年10月24日の午後に膵臓癌との闘病の末に死去。81歳没。
特筆すべきはフレッド・ウィリアムスンが監督・主演した『ザ・リホルバー/怒りの38口径』（1982年/未/ビデオ）ではジム・ブラウンや『燃えよドラゴン』（1973）のジム・ケリーと共演して注目されたが、結果的には空振りだった。

### 西部劇での活動状況
ラウンドトゥリーと同時期に鳴らした黒人スターのジム・ブラウンは『リオ・コンチョス』（1964年）や『100挺のライフル』（1967年）、『ワイルドトレイル』（1975年）で実績があり、フレッド・ウィリアムスンは低予算の西部劇に数本主演した。
一方のラウンドトゥリーは1970年代にはスペインで撮影されたドン・チャフィー監督の英国映画で、ロイ・シネス共演の『片目のチャーリー』（1971年/未ソフト化）の主演が特に目立つ位で、1990年代になって『新・ボナンザ/カートライト一家の絆』（1995年/テレビ映画）には脇役で出演し、ジョン・フォード・フォード監督作品の名優ベン・ジョンスンやレナード・ニモイといった往年のスターも出演していた。

## 主な出演作品

### 映画
| 公開年 放映年 | 邦題 原題                                                                         | 役名                           | 備考       |
| ------------- | --------------------------------------------------------------------------------- | ------------------------------ | ---------- |
| 1971          | 黒いジャガー Shaft                                                                | ジョン・シャフト               |            |
| 1972          | 黒いジャガー/シャフト旋風 Shaft's Big Score!                                      | ジョン・シャフト               |            |
| 1973          | 猛火と闘う男たち/ファイヤーハウス Firehouse                                       | Shelly Forsythe                | テレビ映画 |
| 1973          | 黒いジャガー/アフリカ作戦 Shaft in Africa                                         | ジョン・シャフト               |            |
| 1974          | 大地震 Earthquake                                                                 | マイルズ・クエイド             |            |
| 1975          | Mr.ダイヤモンド Diamonds                                                          | アーチー                       |            |
| 1976          | ザ・リボルバー/怒りの38口径 One Down, Two to Go                                   | ラルフ                         |            |
| 1977          | ヒットマン Portrait of a Hitman                                                   | ココ・モレル                   |            |
| 1979          | オフサイド7 Escape to Athena                                                      | ナット・ジャドソン             |            |
| 1979          | ブラック・バトル Game for Vultures                                                | ギデオン                       |            |
| 1979          | 謎のターゲット Day of the Assassin                                                | Fessler                        |            |
| 1981          | インチョン! Inchon                                                                | オーガスタス・ヘンダースン軍曹 |            |
| 1981          | 香港コネクション An Eye for an Eye                                                | スティーヴンス                 |            |
| 1982          | 空の大怪獣Q Q                                                                     | パウエル巡査部長               |            |
| 1983          | ヤング・ウォリアーズ Young Warriors                                               | ジョン・オースティン           |            |
| 1984          | キルポイント Killpoint                                                            | ビル・ブライアント             |            |
| 1984          | シティヒート City Heat                                                            | スウィフト                     |            |
| 1985          | 勃発!第3次世界大戦/ミサイル・パニック The Fifth Missile                           | フレデリック・ブライス         | テレビ映画 |
| 1986          | ヘル・キャンプ Opposing Force                                                     | スタンフォード                 |            |
| 1986          | パッコン学園 Jocks                                                                | チップ・ウィリアムズ           |            |
| 1988          | マニアック・コップ Maniac Cop                                                     | パイク                         |            |
| 1988          | エンジェル3 Angel III: The Final Chapter                                          | Lt. Doniger                    |            |
| 1988          | マッド・キラー/鮮血のしぶき Party Line                                            | バーンズ                       |            |
| 1988          | マイアミ・コップス Miami Cops                                                     | Gambie                         |            |
| 1989          | 悪魔の事件簿 Night Visitor                                                        | クレイン                       |            |
| 1992          | オーバーヒート・プリズン Bloodfist III: Forced to Fight                           | サミュエル・スターク           |            |
| 1992          | キッチン・ウォーズ/彼女の恋は五ツ星 Christmas in Connecticut                      | プレスコット                   | テレビ映画 |
| 1993          | インディセント・アドヴァンセス/精神分析医の秘密－秘められた欲望 Body of Influence | ハリー                         | ビデオ作品 |
| 1993          | 真・悪魔の棲む家 Amityville: A New Generation                                     | Pauli                          | ビデオ作品 |
| 1995          | 新ボナンザ〜カートライト一家の絆〜 Bonanza: Under Attack                          | ジェイコブ                     | テレビ映画 |
| 1995          | セブン Se7ven                                                                     | マーティン・タルボット地方検事 |            |
| 1995          | T-REX Theodore Rex                                                                | リンチ                         | ビデオ作品 |
| 1996          | ホットシティ Original Gangstas                                                    | スリック                       |            |
| 1997          | 誘拐逃亡 Any Place But Home                                                       | ギル・オバーマン               | テレビ映画 |
| 1997          | ジャングル・ジョージ George of the Jungle                                         | Kwame                          |            |
| 1997          | スティール Steel                                                                  | アンクル・ジョー               |            |
| 1999          | デレイニー姉妹の100年 Having Our Say: The Delany Sisters' First 100 Years         | ブッカー・T・ワシントン        | テレビ映画 |
| 2000          | シャフト Shaft                                                                    | アンクル・ジョン・シャフト     |            |
| 2001          | サベイランス -監視- Antitrust                                                     | ライル・パートン               |            |
| 2001          | コーキー・ロマーノ FBI潜入捜査官? Corky Romano                                    | ハワード                       |            |
| 2002          | ファイター Joe and Max                                                            | ジョー・ブラックバーン         | テレビ映画 |
| 2002          | バナナ★トリップ Boat Trip                                                         | フェリシアの父親               |            |
| 2005          | BRICK ブリック Brick                                                              | トゥルーマン副教頭             |            |
| 2005          | ペインキラー・ジェーン/究極の女戦士 Painkiller Jane                               | ワッツ                         | テレビ映画 |
| 2007          | HIGHJACK ハイジャック Final Approach                                              | ゲイリー・マーカシュ           | テレビ映画 |
| 2007          | 隣人は闇に潜む Point of Entry                                                     | マイルズ・ポーター             | テレビ映画 |
| 2008          | スピード・レーサー Speed Racer                                                    | ベン・バーンズ                 |            |
| 2019          | ハート・オブ・マン What Men Want                                                  | スキップ・デイヴィス           |            |
| 2019          | シャフト Shaft                                                                    | ジョン・シャフト・Sr           |            |
| 2024          | テルマがゆく! 93歳のやさしいリベンジ Thelma                                       | ベン                           | 遺作       |

### テレビシリーズ
| 放映年    | 邦題 原題                                                     | 役名                     | 備考                                    |
| --------- | ------------------------------------------------------------- | ------------------------ | --------------------------------------- |
| 1973-1974 | Shaft                                                         | ジョン・シャフト         | 7エピソード                             |
| 1977      | ROOTS/ルーツ Roots                                            | サム・ベネット           | ミニシリーズ                            |
| 1986-1987 | 荒野のタイム・ドロッパーズ Outlaws                            | アイス・マクアダムス     | 11エピソード                            |
| 1989      | 美女と野獣 Beauty and the Beast                               | クレオン・マニング       | 3エピソード                             |
| 1990      | 21ジャンプストリート 21 Jump Street                           | ベン・ハーレイ           | 1エピソード                             |
| 1991      | ビバリーヒルズ高校白書 Beverly Hills, 90210                   | ロビンソン・アッシュJr   | 1エピソード                             |
| 1992      | L.A.ロー 七人の弁護士 L.A. Law                                | カール・ウィリアムズ判事 | 1エピソード                             |
| 1996      | Buddies                                                       | ヘンリー・カーライル     | 13エピソード                            |
| 1997-1998 | 413 Hope St.                                                  | フィル・トーマス         | 10エピソード                            |
| 1998      | ドクタークイン 大西部の女医物語 Dr. Quinn, Medicine Woman     | "Barracuda" Jim Barnes   | 1エピソード                             |
| 1999      | Rescue 77                                                     | ダーフィー               | 8エピソード                             |
| 2000-2001 | Soul Food                                                     | ハーディ・レスター       | 6エピソード                             |
| 2003      | ミッシング -サイキック捜査官- 1-800-Missing                   | サム・ハズレット         | 第1シーズン第15話「父の姿」             |
| 2003-2004 | エイリアス Alias                                              | ブリル                   | シーズン3の2エピソード                  |
| 2004-2005 | デスパレートな妻たち Desperate Housewives                     | ミスター・ショー         | 5エピソード                             |
| 2005      | クローザー The Closer                                         | D.B. ウォルター          | 第1シーズン第4話「姿なき復讐者」        |
| 2006      | ブレイド ブラッド・オブ・カソン Blade: The Series             | ロバート・ブルックス     | 1エピソード                             |
| 2006      | グレイズ・アナトミー 恋の解剖学 Grey's Anatomy                | ドナルド・バーク         | 第3シーズン第2話「衝動は嵐のように」    |
| 2006      | 女検察官アナベス・チェイス Close to Home                      | サイラス・カーター       | 1エピソード                             |
| 2006-2007 | HEROES/ヒーローズ Heroes                                      | チャールズ・デヴロー     | 5エピソード                             |
| 2009      | ナイトライダー ネクスト Knight Rider                          | ローレンス・リヴァイ     | 1エピソード                             |
| 2009-2011 | Diary of a Single Mom                                         | ルー・ベイリー           | 18エピソード                            |
| 2011      | THE MENTALIST メンタリストの捜査ファイル The Mentalist        | フロイド・ベントン       | 第3シーズン第11話「血まみれのファイト」 |
| 2012      | プライベート・プラクティス 迷えるオトナたち Private Practice  | Raymond McCray           | 第6シーズン第5話「カメラ越しの真実」    |
| 2015      | シカゴ・ファイア Chicago Fire                                 | ウォレス・ボーデン・Sr   | 4エピソード                             |
| 2015      | ザ・プレイヤー 〜究極のゲーム〜 The Player                    | Judge Samuel Letts       | 2エピソード                             |
| 2017-2018 | STAR 夢の代償 Star                                            | チャールズ・フロイド     | 5エピソード                             |
| 2018      | リーサル・ウェポン Lethal Weapon                              | ドン・ベネット           | 第3シーズン第3話「不幸を呼ぶ宝くじ」    |
| 2019-     | ファミリー・ストーリー 〜これみんな家族なの?〜 Family Reunion | Grandpa                  | 10エピソード                            |

## 参照
1. 1 2  Heching, Dan (2023年10月25日). “Reports: Richard Roundtree, 'Shaft' star, has died” (英語). CNN. 2023年10月25日閲覧。